# دانوگلیپرون
دانوگلیپرون (انگلیسی: Danuglipron) یک آگونیست GLP-1 است که توسط شرکت فایزر ساخته شده است و برای درمان دیاببت ملیتوس در حال بررسی است. نتایج اولیه از یک کارآزمایی کنترل‌شده تصادفی نشان می‌دهد که باعث کاهش وزن و بهبود کنترل دیابت می‌شود. شایع ترین عوارض جانبی گزارش شده تهوع، اسهال و استفراغ بود.